# Glaukofity
Glaukofity (Glaucophyta) – typ (gromada) jednokomórkowych (rzadziej tworzących cenobia) glonów, należących do królestwa roślin. Rozmnażają się bezpłciowo przez podział (formy bez ściany komórkowej) lub za pomocą pływek (formy kapsalne i kokoidalne). Do typu tego zalicza się 13 gatunków. Zgodnie z dominującym obecnie poglądem w systematyce grupa ta stanowi najstarszą linię rozwojową roślin.
Glaukofity są bardzo interesującą grupą organizmów dla biologów, ponieważ, o ile prawdziwa jest hipoteza o jednokrotnym powstaniu pierwotnych chloroplastów, stanowią one konserwatywną (mało zmienioną) grupę potomków wspólnych przodków krasnorostów i zielenic, tj. wszystkich roślin. Analiza pokrewieństwa ewolucyjnego na podstawie wielu sekwencji DNA wykazała, że wszystkie trzy wymienione grupy pochodzą od wspólnego przodka.
Nazwa naukowa tej grupy roślin wywodzi się z greckich słów glaukos (znaczącego „niebieskozielony”) i phyton (znaczącego „roślina”) i nadana została w związku z charakterystyczną barwą organelli fotosyntezujących.

## Budowa
Są to jednokomórkowe organizmy o zróżnicowanej budowie. Należą tu zarówno organizmy ruchliwe, z dwoma wiciami, do form nieruchliwych, kokoidalnych i wytwarzających śluzowe otoczki.
Podobnie jak u innych roślin ściana komórkowa zbudowana jest z celulozy, a materiałem zapasowym jest skrobia (podobnie jak u krasnorostów tworzona w cytoplazmie, poza obrębem pozostałości symbiotycznych sinic). Jednak u glonów tych brak właściwych chloroplastów. Wykształcają się tu odrębne organella zwane cyjanellami. Tylakoidy glaukofitów ułożone są brzeżnie, w sposób przypominający ten, który obserwuje się u sinic. Centralna część tych organelli jest bezbarwna i jest analogiczna do centroplazmy sinic. Między dwiema błonami śródplazmatycznymi zachowała się ściana peptydoglikanowa – typowa dla bakterii. Również obecność chlorofilu a i fikobilin w chloroplastach sugeruje, że organelle te powstały przez endosymbiotyczne połączenie sinic i pozbawionych plastydów jednokomórkowych przodków roślin. Istotną różnicą między cyjanellami glaukofitów a sinicami, jest znacznie uproszczona budowa nukleoidu, który zawiera jedynie 10% informacji genetycznej obecnej w komórkach wolno żyjących sinic.

## Ekologia
Glaukofity żyją w wodach słodkich jako składniki bentosu i planktonu (niektóre pływają aktywnie, inne unoszą się biernie w wodzie lub żyją na powierzchni roślin zanurzonych w wodzie), są wśród nich także przedstawiciele aerofitów (wodę i składniki odżywcze pobierają z opadów). Są szeroko rozpowszechnione w wodach słodkich, lecz zawsze rozproszone (rzadko stwierdzane są w znacznych ilościach w jednym miejscu).

## Systematyka
Glaukofity mają rangę monotypowej gromady Glaucophyta dzielonej na klasę Glaucophyceae i rząd Glaucocystales. Przedstawiane są jako grupa siostrzana gromady krasnorosty Rhodophyta w obrębie podkrólestwa Biliphyta w królestwie rośliny Plantae. Alternatywnie przedstawiane są jako występujące w politomii z krasnorostami i roślinami zielonymi Chloroplastida/Viridiplantae.
Opisano dotychczas 8 rodzajów glaukofitów, ale jedynie cztery z nich są dobrze potwierdzone i obecne w kulturach mikroorganizmów:
- Glaucocystis Itzigsohn 1868 – komórki występują pojedynczo lub w grupach, zawierają celulozową ścianę komórkową, pozbawione są możliwości ruchu (posiadają szczątkową wić), unoszą się biernie w wodzie. Należy tu gatunek G. nostochinearum (jego cyjanelle są bardzo podobne do sinic z rzędu Chroococcales i noszą nazwę gatunkową Skujapelta nuda, natomiast sam glon do zielenicy Oocystis).

- Cyanophora Korshikov 1924 – bardzo drobne komórki (długości do 9–16 μm), zachowały zdolność ruchu (dzięki dwóm wiciom podobnym do tych spotykanych u niektórych zielenic) i pozbawione są ściany komórkowej. Należy tu m.in. gatunek C. paradoxa, budową komórki przypominający kryptomonady, a jego cyjanella nosi nazwę Cyanocyta.

- Gloeochaete Lagerheim 1883 – posiadają zarówno ruchliwe, jak i nieruchome stadia rozwojowe, posiadają ścianę komórkową, ale prawdopodobnie pozbawioną celulozy. Żyją na powierzchni roślin zanurzonych w wodzie. Zawierają dwie wici lub przynajmniej jedną. Komórki występują pojedynczo lub małymi grupami.

- Cyanoptyche Pascher 1929 – komórki z pojedynczymi, kulistymi lub wydłużonymi plastydami.

Czasem włączane są (lub raczej były) tutaj inne rodzaje jednokomórkowców zawierające cyjanelle. Jednak okazało się, że są to organizmy niespokrewnione z wymienionymi wyżej glaukofitami (np. rodzaj Paulinella – jednokomórkowe ameby z grupy Rhizaria), których cyjanella pochodzą z endosymbiozy sinic, która zaszła niezależnie od tej, która doprowadziła do powstania linii rozwojowej roślin.